# Telstra Corporate Centre
Telstra Corporate Centre je kancelářský mrakodrap v australském Melbourne. Postaven byl podle návrhu, který vypracovala firma Perrot Lyon Matheison Pty Ltd. Má 47 podlaží a výšku 219 m, je tak 7. nejvyšší mrakodrap ve městě. Byl dokončen v roce 1992. Stojí v ulici Exhibition Street a v současnosti má zde sídlo firma Telstra.